# Antonov Rot Front-3
L'Antonov Rot Front-3 (en russe : Рот Фронт-3) est un planeur monoplace expérimental conçu par Oleg Antonov. Construit en 1933, il était prévu pour étudier en vol l'impact de différents éléments structuraux sur les caractéristiques du planeur. À cette fin, la même année, trois autres planeurs ont été construits : l'Antonov Rot Front-1, Rot Front-2 et Rot Front-4 qui présentaient quelques différences. Par exemple, les Rot Front-1, Rot Front-2 et Rot Front-3 présentaient un allongement des ailes différents. Le Rot Front-3 a participé à la 9e édition du championnat du monde de vol à voile et volé une heure et demie.